# Hogna graeca
Hogna graeca là một loài nhện trong họ Lycosidae.
Loài này thuộc chi Hogna. Hogna graeca được Carl Friedrich Roewer miêu tả năm 1951.